# Poppy (satellite)
Pour les articles homonymes, voir Poppy.

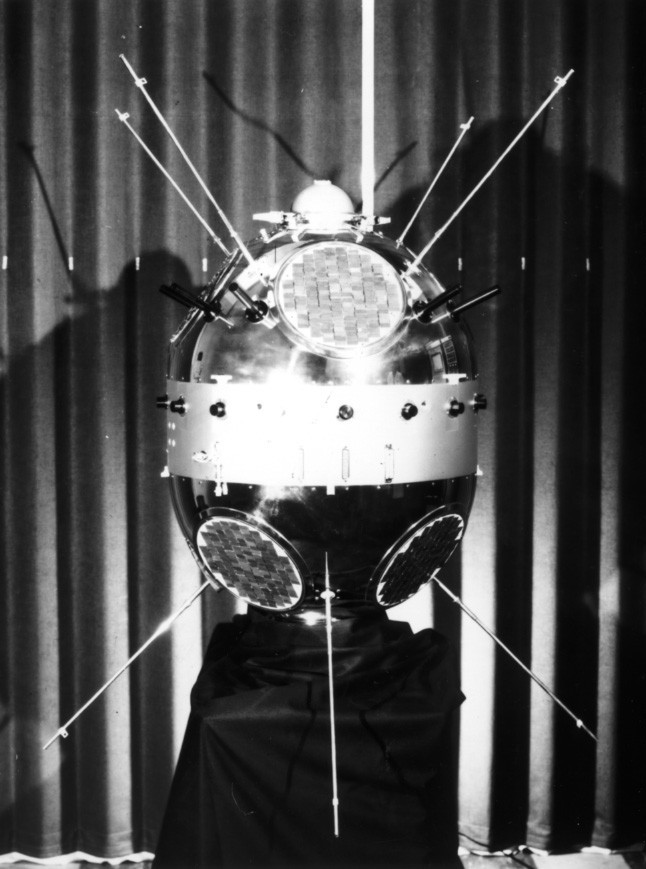
Satellite Poppy de première génération.

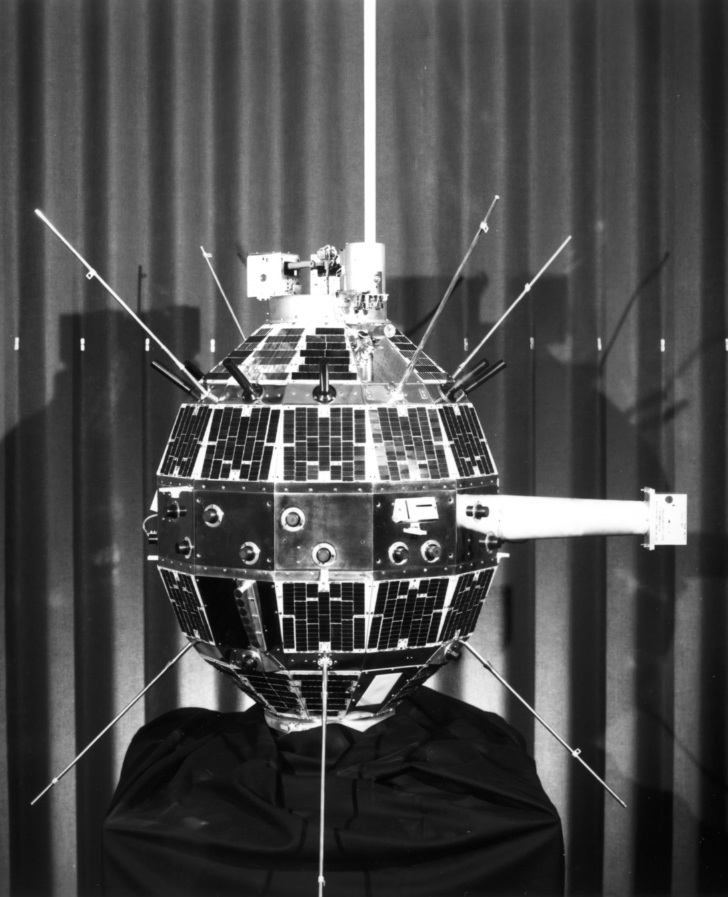
Satellite Poppy dans sa version multi facettes.

Poppy est une famille de satellites de reconnaissance américains développés par le Naval Research Laboratory (NRL) et mis en œuvre par le National Reconnaissance Office (NRO) entre décembre 1962 et août 1977. Ces satellites de renseignement d'origine électromagnétique, dont la mission principale consistait à localiser et déterminer les caractéristiques des radars soviétiques terrestres ou embarqués, prenaient la suite d'un premier système satellitaire baptisé Galactic Radiation and Background (GRAB). Trois générations de satellites Poppy se sont succédé. La National Security Agency (NSA) était chargée de recevoir, analyser et diffuser les données fournies par les satellites. 24 de ces petits satellites (entre 25  et   130 kg) ont été lancés en grappe par des fusées Thor Agena. Les satellites Poppy ont été remplacés à la fin des années 1970 par la série des Naval Ocean Surveillance System.

## Historique
À la fin de la Seconde Guerre mondiale certains sous-marins allemands utilisent un récepteur radar portatif baptisé ATHOS pour détecter les émissions radar des avions alliés ce qui leur permet de plonger avant d'être aperçu. Après la guerre, la marine américaine installe un dispositif analogue sur ses navires et ses sous-marins car il présente l'avantage d'être simple et léger. À la fin des années 1950 le Laboratoire de la marine de guerre (NRL) est chargé de développer le premier satellite artificiel dans le cadre du programme Vanguard. Le programme connait de nombreux échecs mais il permet à la marine américaine d'acquérir la maitrise de la conception des satellites. Dans le contexte de la Guerre froide les militaires américains cherchent comment utiliser les vols spatiaux à des fins militaires. Le NRL propose de placer en orbite basse (900 km) un satellite équipé du système de détection radar : celui-ci en survolant le territoire soviétique détectera les radars et renverra les informations collectées à des stations au sol. Le projet après étude reçoit l'accord du président des États-Unis en aout 1959. Ce programme, baptisé TATTLETALE, prend une importance particulière lorsqu'un Lockheed U-2 chargé d'effectuer des missions de reconnaissance aérienne à très haute altitude au-dessus de l'Union soviétique est abattu par un missile antiaérien soviétique, donnant un coup d'arrêt à ce type de reconnaissance. Le premier satellite de ce programme Galactic Radiation and Background (GRAB) 1 ou Dyno 1 est lancé le 22 juin 1960 et fournit les résultats attendus au cours des trois mois qui suivent. 
En 1962 tous les programmes de satellite de reconnaissance américains sont réorganisés et incorporés dans un programme commun de la NRO : le National Reconnaissance Program (NRP). Sur le plan organisationnel les satellites chargés de détecter les radars font désormais partie du program C de la NRO. Les satellites de ce type prennent désormais le nom de code de Poppy. Sept lancements de satellites Poppy ont lieu entre 1962 et 1971. Le lancement se fera successivement par grappe de 2 puis 3 et enfin 4 satellites par des versions de puissance croissante de la fusée Thor Agena-D. L'existence du programme Poppy est déclassifiée par la NRO en septembre 2005 mais la plupart des caractéristiques et des opérations menés à l'aide de ces satellites relèvent toujours du secret défense. Les satellites Poppy ont été remplacés par la série des Naval Ocean Surveillance System.

## Caractéristiques techniques
La taille et les caractéristiques des satellites Poppy ont évolué au cours du programme. Tous les satellites Poppy sont de formes sphériques. Le corps du satellite est recouvert en partie de cellules solaires et comporte plusieurs antennes. Les satellites circulent par groupe de 4 à faible distance les uns des autres pour permettre les relevés des positions des radars par triangulation. On distingue trois générations :
- La première génération, dite 20 pouces, est d'un diamètre identique aux satellites GRAB. Elle est constituée de deux hémisphères de 51 cm de diamètre reliées par une bande équatoriale de 10 cm de haut qui lui donne hauteur de 61 cm. La masse est comprise entre 25  et   30 kg. Les cellules solaires sont implantées sur des parties planes et circulaires qui recouvrent partiellement la surface du satellite et fournissent en moyenne W[3].
- Pour la deuxième génération, dite 24 pouces, le diamètre des deux hémisphères passe à 61 cm tandis que la bande centrale équatoriale porte sa longueur à 81 cm. La masse est comprise entre 39  et   59 kg. Le nombre de cellules solaires est accru et certains satellites utilisent un système de stabilisation à gradient de gravité à deux ou trois degrés. Certains comportent des micro-propulseurs fonctionnant de l'ammoniac pour maintenir les distances au sein de leur constellation. La plupart des satellites de cette génération emportent un instrument scientifique (Soldrad, RADOSE, GGSE) qui constitue officiellement la seule charge utile du satellite[4].
- Le satellite de troisième génération, dit multi-facettes, est composé de deux hémisphères de 68 cm et sa hauteur est comprise entre 81  et   86 cm. Sa masse va de 73  à   128 kg. Tous les satellites utilisent les micro-propulseurs et les systèmes de stabilisation à gradient de gravité testés par la génération précédente[5].

### POPPY 1
POPPY 1 a été lancé, pour la première fois, le 13 décembre 1962 au sommet d'une fusée Thor-Agena. Malheureusement, lorsque le satellite fut délivré dans l'espace, les moteurs de la fusée ne se sont pas arrêtés au bon moment. La conséquence qui en a résulté est que l'orbite du satellite était plus elliptique que circulaire. Malgré ce désarroi, le satellite a quand même réussi à récolter plusieurs informations utiles. Il a finalement été mis à l'arrêt 28 mois plus tard.

### POPPY 2
Six mois plus tard, les Navy SEAL ont voulu réessayer. POPPY 2 a alors été lancé le 15 juin 1963. Une fois de plus, l'orbite était elliptique. Également, son périgée (point de son orbite qui est le plus proche de la Terre) était si bas que l'atmosphère a rapidement entraîné le satellite vers le bas. Il est rentré après seulement six semaines de fonctionnement.

### POPPY 3
Le 11 janvier 1964, ce fut le tour à POPPY 3 d'être lancé. Celui-ci fut un succès avec une orbite bien circulaire

### POPPY 4
Le 9 mars 1965, POPPY 4 a été lancé. Les satellites suivants ont commencé à durer beaucoup plus longtemps en orbite que leurs prédécesseurs (POPPY 3, 2 et 1).

### POPPY 5
POPPY 5 a été lancé le 31 mai 1967 et est resté opérationnel pendant une longue période. À cette époque, POPPY 5 était presque terminé. Il était prévu pour un lancement en février 1967, mais un responsable de la LNR a demandé l'autorisation de retarder le lancement et de modifier le satellite pour améliorer la collecte des signaux radar ABM. Cela nécessitait un équipement mieux capable de détecter les signaux, un plus grand chevauchement dans les gammes de fréquences ABM suspectées et des mises à niveau du système au sol et des enregistreurs pour améliorer la qualité. Le chef de la NRO a accordé l'extension et NRL a repensé le satellite.

### POPPY 6
POPPY 6 a été lancé le 30 septembre 1969 et a remplacé POPPY 5 comme collecteur primaire en orbite. POPPY 6 avait plusieurs améliorations, y compris une gamme de fréquences plus large.

### POPPY 7
POPPY 7 a été lancé le 14 décembre 1971 et a fonctionné jusqu'en août 1977. Mais à cette époque, c'était un système mature qui était dépassé par de nouveaux satellites.

## Historique des lancements
| Date de lancement | Lanceur              | Satellite | Génération                                                               | Autres caractéristiques | Remarque |
| ----------------- | -------------------- | --------- | ------------------------------------------------------------------------ | ----------------------- | --- |
| 13 décembre 1962  | Thor DM21 Agena-D    | Poppy 1A  | 20 pouces                                                                | 25 kg                   | Apogée trop élevé. Performances réduites                                                                               |
| 13 décembre 1962  | Thor DM21 Agena-D    | Poppy 1B  | 20 pouces                                                                | 25 kg                   | Apogée trop élevé. Performances réduites                                                                               |
| 15 juin 1963      | Thor DM21 Agena-D    | Poppy 2A  | 24 pouces                                                                | 39 kg                   | Orbite trop basse, les satellites sont détruits durant leur rentrée atmosphérique quelques semaines après le lancement |
| 15 juin 1963      | Thor DM21 Agena-D    | Poppy 2B  | 20 pouces                                                                | 29,5 kg                 | Orbite trop basse, les satellites sont détruits durant leur rentrée atmosphérique quelques semaines après le lancement |
| 15 juin 1963      | Thor DM21 Agena-D    | Poppy 2C  | 24 pouces                                                                | 39 kg                   | Orbite trop basse, les satellites sont détruits durant leur rentrée atmosphérique quelques semaines après le lancement |
| 11 janvier 1964   | Thor SLV2A Agena-D   | Poppy 3A  | 24 pouces                                                                | 40 kg                   | |
| 11 janvier 1964   | Thor SLV2A Agena-D   | Poppy 3B  | 20 pouces                                                                | 29,5 kg                 | |
| 11 janvier 1964   | Thor SLV2A Agena-D   | Poppy 3C  | 20 pouces, comprend un système de stabilisation par gravité expérimental | ?                       | |
| 9 mars 1965       | Thor DM21 Agena-D    | Poppy 4A  | 24 pouces                                                                | 47 kg                   | |
| 9 mars 1965       | Thor DM21 Agena-D    | Poppy 4B  | 24 pouces                                                                | 48 kg                   | |
| 9 mars 1965       | Thor DM21 Agena-D    | Poppy 4C  | 24 pouces                                                                | 59 kg                   | |
| 9 mars 1965       | Thor DM21 Agena-D    | Poppy 4D  | 24 pouces                                                                | 59 kg                   | |
| 31 mai 1967       | Thor DM21 Agena-D    | Poppy 5A  | 24 pouces                                                                | 49 kg                   | |
| 31 mai 1967       | Thor DM21 Agena-D    | Poppy 5B  | multi-facettes                                                           | 83 kg                   | |
| 31 mai 1967       | Thor DM21 Agena-D    | Poppy 5C  | multi-facettes                                                           | 73 kg                   | |
| 31 mai 1967       | Thor DM21 Agena-D    | Poppy 5D  | multi-facettes                                                           | 101 kg                  | |
| 30 septembre 1969 | Thorad SLV2G Agena-D | Poppy 6A  | multi-facettes                                                           | 107 kg                  | |
| 30 septembre 1969 | Thorad SLV2G Agena-D | Poppy 6B  | multi-facettes                                                           | 103 kg                  | |
| 30 septembre 1969 | Thorad SLV2G Agena-D | Poppy 6C  | multi-facettes                                                           | 112 kg                  | |
| 30 septembre 1969 | Thorad SLV2G Agena-D | Poppy 6D  | multi-facettes                                                           | 107 kg                  | |
| 14 décembre 1971  | Thorad SLV2G Agena-D | Poppy 7A  | multi-facettes                                                           | 122 kg                  | |
| 14 décembre 1971  | Thorad SLV2G Agena-D | Poppy 7B  | multi-facettes                                                           | 122 kg                  | |
| 14 décembre 1971  | Thorad SLV2G Agena-D | Poppy 7C  | multi-facettes                                                           | 128 kg                  | |
| 14 décembre 1971  | Thorad SLV2G Agena-D | Poppy 7D  | multi-facettes                                                           | 128 kg                  | |